# Tropidolomia imperfecta
Tropidolomia imperfecta är en insektsart som beskrevs av Heinrich Julius Tode 1966. Tropidolomia imperfecta ingår i släktet Tropidolomia och familjen hornstritar. Inga underarter finns listade i Catalogue of Life.